# William Olivier Desmond
Pour les articles homonymes, voir Desmond.
William Olivier Desmond, né le 27 juillet 1939 à Libourne et mort le 8 décembre 2013 à Paris 13e, est un traducteur et romancier français.

## Biographie
William Olivier Desmond, traducteur professionnel qui a également enseigné pendant dix ans au DESS de traduction littéraire de Paris VII, est surtout connu pour ses traductions de la plupart des œuvres de Stephen King et de Donna Leon, dont il est le traducteur exclusif. Sa bibliographie compte plus de deux cents traductions. Il a également traduit Gregory Benford, Frederik Pohl, Lee Child, Andrew Klavan et bien d'autres.

## Œuvre

### Romans
- L'Encombrant, roman policier, Seuil, 2000. Un brave garçon, un peu trafiquant sur les bords, se retrouve avec un cadavre sur les bras dont il ne sait comment se débarrasser...
- Bouillie bordelaise, roman policier, Pleine Page, 2007. Dans le monde viticole de Bordeaux, que l'auteur connaît particulièrement bien, un privé est chargé d'enquêter sur la disparition inquiétante d'un négociant en vins, à la demande de l'épouse de celui-ci...

### Contes et nouvelles
- Voyage à Bangor, conte fantastique, José Corti, 2004. Le narrateur, grand fan de Stephen King, part rencontrer le maître à Bangor mais tombe dans quelques-unes des histoires les plus effrayantes écrites par King, dont il ne déjoue les pièges que grâce à sa connaissance de son œuvre. Il se retrouve obligé de faire un détour par l'enfer, le purgatoire et le paradis...
- Icare à Babel, nouvelles, J.-C. Lattès, 2009. Recueil de treize nouvelles placées dans la seconde moitié du XXe siècle décrivant des aventures exotiques et fantastiques à une époque où l'on croit avoir tout exploré...

### Essais
- Chevaucher le vide, essai, La Fontaine secrète, 2008. Un ensemble de réflexions sur le monde, entre le pessimisme et sens de l'humour...
- Paroles de traducteur, sous-titré « de la traduction comme activité jubilatoire », essai sur la traduction, Peeters, Louvain, 2005.